# Paul Sophus Epstein

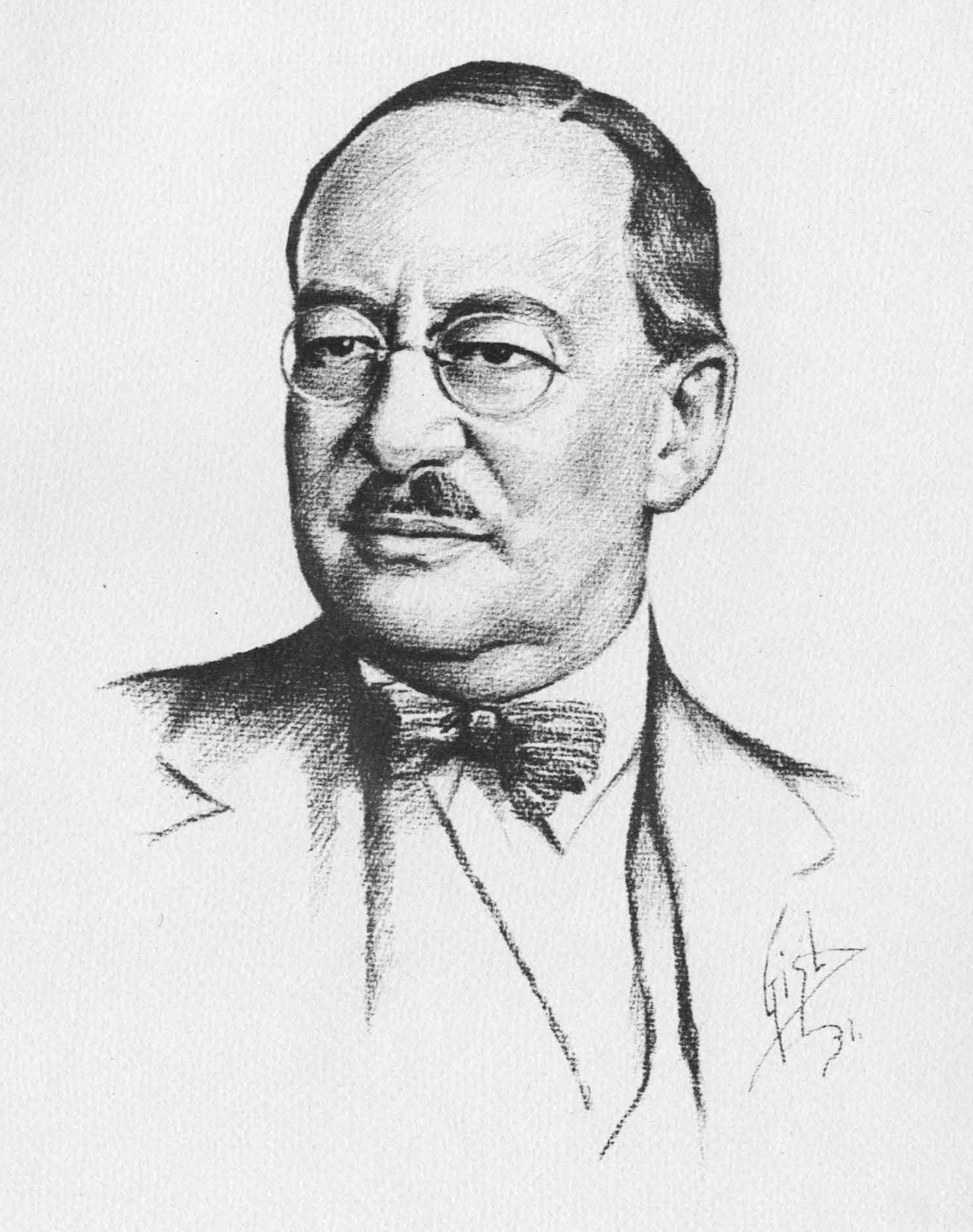
Paul Sophus Epstein

Paul Sophus Epstein (Warschau, 20 maart 1883 – Pasadena, 8 februari 1966) was een Russisch-Amerikaans natuurkundige bekend van zijn bijdrage aan de kwantummechanica.

## Minsk en Moskou
Paul Epstein was de zoon van Siegmund Simon Epstein en Sarah Sophia Lurie, Joden uit de middenklasse. Hij liep school  in Minsk. Van 1901 tot 1905 studeerde hij voor zijn bachelor wiskunde en natuurkunde aan de Staatsuniversiteit van Moskou bij Pjotr Lebedev. In 1909 behaalde hij zijn mastertitel.

## München
In 1910 trok hij de Technische Universiteit München, waar hij in 1914 bij Arnold Sommerfeld doctoreerde op de dissertatie Über die Beugung an einem ebenen Schirm unter Berücksichtigung des Materialeinflusses over diffractie.
In die tijd trok hij op met kunstenaars van Der Blaue Reiter.
Bij uitbraak van de Eerste Wereldoorlog werd hij in München als Rus opgesloten als vijandige vreemde, maar Sommerfeld kwam tussen opdat hij vrij in München mocht blijven.
Epstein werkte toen op het atoommodel van Bohr.
In 1915 schreef hij samen met  Max von Laue Wellenoptik in de Enzyklopädie der mathematischen Wissenschaften.
In 1916 publiceerde hij een artikel Zur Theorie des Starkeffektes over het starkeffect, een dag eerder dan Karl Schwarzschild. Hiermee behaalde hij zijn habilitatie, die hij nodig had om in Zürich te werken.

## Zürich
In 1919 trok hij naar Zürich, waar hij Albert Einstein ontmoette.

## Leiden
Van daar ging hij naar Leiden als assistent van Hendrik Lorentz en Paul Ehrenfest. Hij huwde Mina, maar scheidde er snel van.
In 1920 publiceerde Epstein Über die Polflucht der Kontinente over de afplatting van de Aarde als mogelijke oorzaak voor de continentverschuiving die Alfred Wegener gevonden had, maar dit effect bleek nadien veel te zwak om de platentektoniek te verklaren.
Ook in 1920 ontmoette hij Sigmund Freud in Zwitserland en vatte hij belangstelling op voor psychoanalyse.

## Caltech
In 1921 week hij uit naar de Verenigde Staten om er te werken bij Robert Millikan aan het California Institute of Technology. In 1922 publiceerde hij drie artikelen over het atoommodel van Bohr in de Zeitschrift fur Physik en één in Physical Review.
In 1926 publiceerde hij The Stark Effect from the Point of View of Schrodinger's Quantum Theory in Physical Review en ook The New Quantum Theory and the Zeeman Effect (over het zeemaneffect) en in 1927 The Magnetic Dipole in Undulatory Mechanics. In 1929 publiceerde hij Zur Theorie des Radiometers.
In 1930 werd hij lid van de National Academy of Sciences. Ook in 1930 trouwde Epstein met Alice Emelie Ryckman en ze kregen een dochter Sari. Hij publiceerde Reflection of Waves in an inhomogenoeus absorbing Medium (the Heaviside Layer). In 1931 publiceerde hij On the Air Resistance of Projectiles. In de jaren dertig publiceerde hij twee artikelen in het maandblad Reflex: The Frontiers of Science en Uses and Abuses of Nationalism. In 1936 schreef hij twee artikelen over Willard Gibbs bij Yale University Press.
Na de Tweede Wereldoorlog werd hij lid van het American Committee for Cultural Freedom.

## Emeritaat
In 1951 verliet Epstein Caltech als emeritus, maar hij bleef als consultant werken voor industriële bedrijven. In 1956 schreef hij Theory of Wave Propagation in a Gyromagnetic Medium.
Hij stierf thuis aan gordelroos. Na zijn dood richtten vijftig vroegere studenten met giften het Epstein Memorial Fund op. Op de wiskundige afdeling van de Millikanbibliotheek van CalTech staat een bronzen buste van hem.